# Ontario Lacus

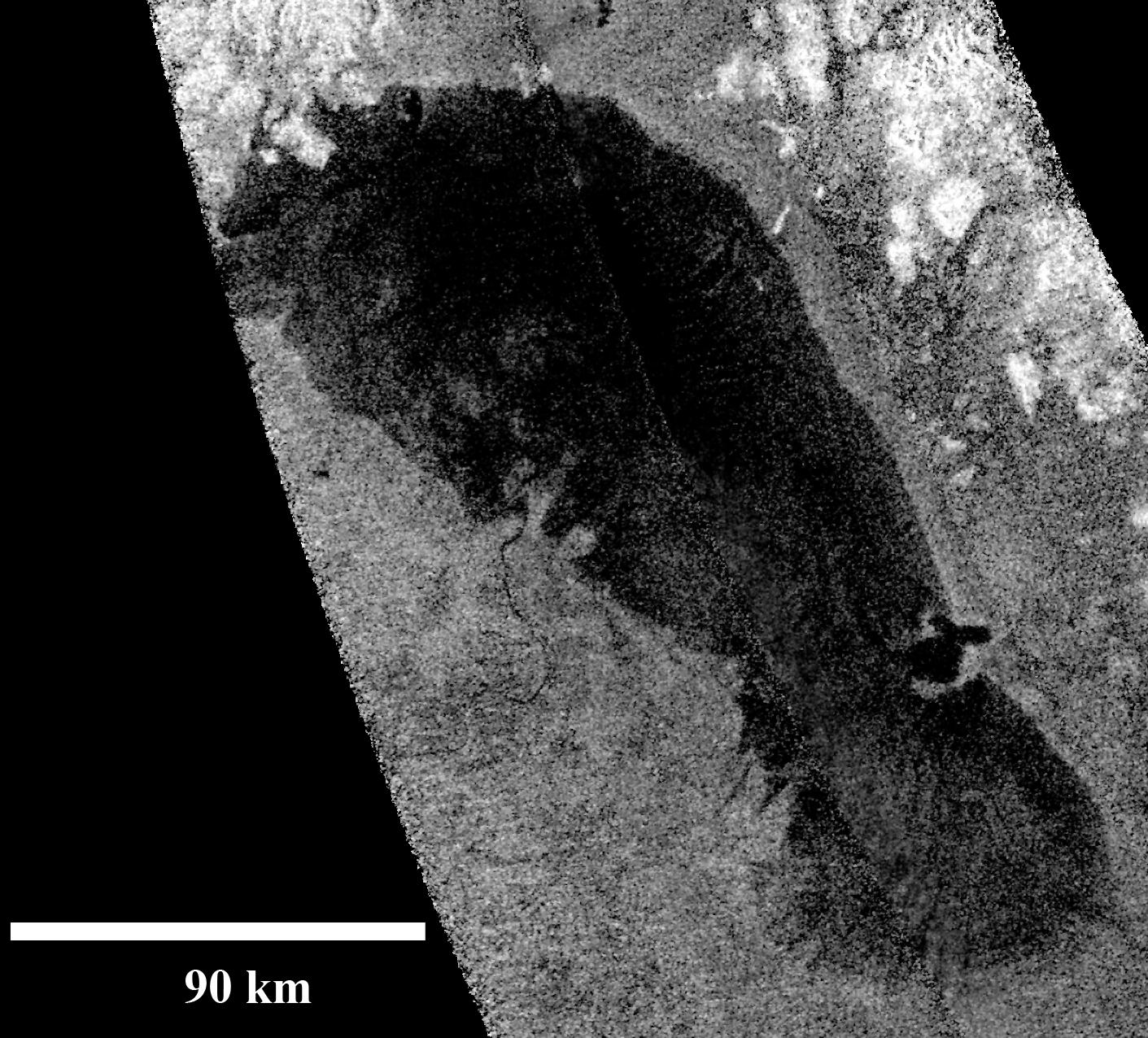
Imagem radar do Ontario Lacus tirado pela sonda "Cassini-Huygens" a 12 de janeiro de 2010.

Ontario Lacus é um lago na região polar de Titã, o maior satélite natural de Saturno. Juntamente com o Jingpo Lacus é o 4º maior corpo líquido em Titã, a seguir das três maria (Kraken Mare, Ligeia Mare e Punga Mare). É composto por hidrocarbonatos líquidos (principalmente metano, etano e propano). Deve o seu nome ao Lago Ontario na Terra e é cerca de 20% menor que este, porém pensa-se que seja muito mais raso, sendo a sua profundidade parecida com a do Lago Okeechobee na América do Norte (Terra).[carece de fontes?]